# Pla de polarització

Fig. 1 : Vectors de camp (E, D, B, H) i direccions de propagació (raig i ona-normal) per a ones electromagnètiques planes polaritzades linealment en un cristall birrefringent no magnètic. El pla de vibració, que conté els dos vectors elèctrics (E & D) i ambdós vectors de propagació, de vegades s'anomena "pla de polarització" pels autors moderns. El "pla de polarització" de Fresnel, utilitzat tradicionalment en òptica, és el pla que conté els vectors magnètics (B & H) i l' ona-normal. El "pla de polarització" original de Malus era el pla que contenia els vectors magnètics i el raig. (En un medi isòtrop, θ = 0 i l'avió de Malus es fusiona amb el de Fresnel.)

Per a la llum i altres radiacions electromagnètiques, el pla de polarització és el pla abastat per la direcció de propagació i el vector elèctric o el vector magnètic, depenent de la convenció. Es pot definir per a la llum polaritzada, es manté fixa a l'espai per a la llum polaritzada linealment i experimenta una rotació axial per a la llum polaritzada circularment.
Malauradament, les dues convencions són contradictòries. Tal com va definir originalment Étienne-Louis Malus l'any 1811, el pla de polarització va coincidir (encara que això no es coneixia en aquell moment) amb el pla que contenia la direcció de propagació i el vector magnètic. En la literatura moderna, el terme pla de polarització, si s'utilitza, és probable que signifiqui el pla que conté la direcció de propagació i el vector elèctric, perquè el camp elèctric té la major propensió a interactuar amb la matèria.
Per a les ones en un cristall birrefringent (doblement refractiu), segons l'antiga definició, també s'ha d'especificar si la direcció de propagació significa la direcció del raig (vector de Poynting) o la direcció normal de l'ona, perquè aquestes direccions generalment difereixen i són perpendiculars. al vector magnètic (Fig. 1). Malus, com a partidari de la teoria corpuscular de la llum, només podia triar la direcció del raig. Però Augustin-Jean Fresnel, en el seu èxit d'esforç per explicar la doble refracció sota la teoria de l'ona (1822 en endavant), va trobar més útil triar la direcció normal de l'ona, amb el resultat que les suposades vibracions del medi eren constantment perpendiculars a el pla de polarització. En un medi isòtrop com l'aire, les direccions normals del raig i de l'ona són les mateixes, i la modificació de Fresnel no fa cap diferència.
Fresnel també va admetre que, si no s'hagués sentit limitat per la terminologia rebuda, hauria estat més natural definir el pla de polarització com el pla que conté les vibracions i la direcció de propagació. Aquest pla, que es va conèixer com el pla de vibració, és perpendicular al "pla de polarització" de Fresnel, però idèntic al pla que els escriptors moderns solen anomenar amb aquest nom!
S'ha argumentat que el terme pla de polarització, a causa de la seva ambigüitat històrica, s'hauria d'evitar en l'escriptura original. Es pot especificar fàcilment l'orientació d'un vector de camp particular; i fins i tot el terme pla de vibració comporta menys risc de confusió que pla de polarització.

Fig. 2 : Ona electromagnètica sinusoïdal polaritzada linealment (polaritzada en pla) en un medi isòtrop, propagant-se en la direcció x (la direcció del raig i la direcció normal de l'ona), amb els vectors de camp elèctric E i D en la direcció y i els vectors de camp magnètic. B i H en la direcció z. (La situació en un medi non-isotropic és més complicada; cf. Fig. 1.)

## Física del terme
Per a les ones electromagnètiques (EM) en un medi isòtrop (és a dir, un medi les propietats del qual són independents de la direcció), els vectors de camp elèctric (E i D) estan en una direcció i els vectors de camp magnètic (B i H) estan en una direcció. una altra direcció, perpendicular a la primera, i la direcció de propagació és perpendicular tant al vector elèctric com al magnètic. En aquest cas, la direcció de propagació és tant la direcció del raig com la direcció normal de l'ona (la direcció perpendicular al front d'ona). Per a una ona polaritzada linealment (també anomenada ona polaritzada plana ), les orientacions dels vectors de camp són fixes (Fig. 2).
Com que innombrables materials són dielèctrics o conductors, mentre que relativament pocs són ferroimants, la reflexió o la refracció de les ones EM (inclosa la llum) es deu més sovint a diferències en les propietats elèctriques dels mitjans que a diferències en les seves propietats magnètiques. Aquesta circumstància tendeix a cridar l'atenció sobre els vectors elèctrics, de manera que tendim a pensar en la direcció de polarització com la direcció dels vectors elèctrics, i el "pla de polarització" com el pla que conté els vectors elèctrics i la direcció de propagació.